# Richard von Drasche-Wartinberg

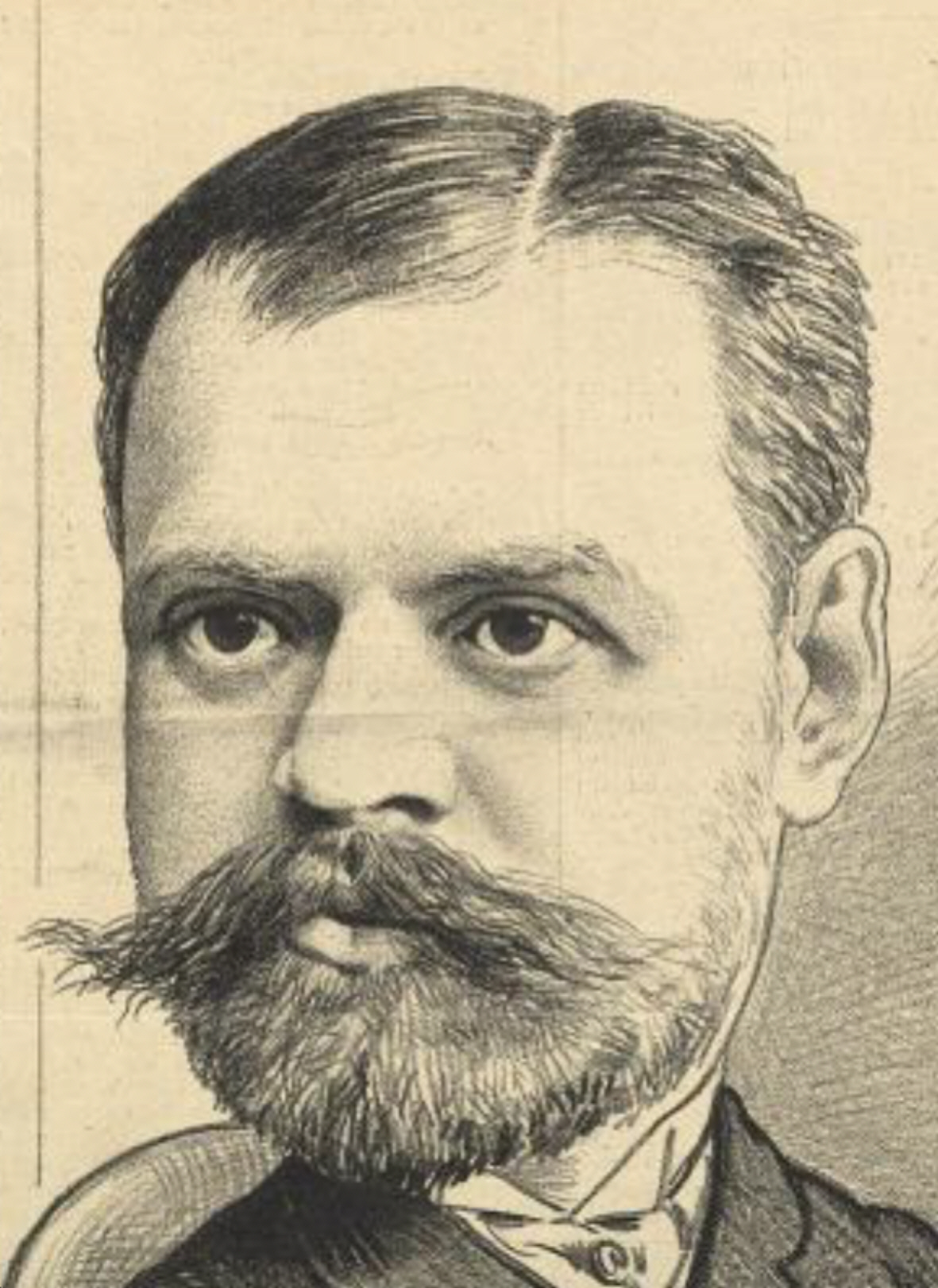
Richard von Drasche-Wartinberg

Richard Freiherr Drasche von Wartinberg (* 18. März 1850 in Wien; † 3. Juli 1923 ebenda) war ein österreichischer Großindustrieller, der sich auch als Asienforscher und Maler betätigte.

## Leben
Richard war der Sohn des Ziegelindustriellen Heinrich von Drasche-Wartinberg, der den Wienerberger Ziegelkonzern während der Gründerzeit in Wien zu einem der führenden Unternehmen seiner Art in Österreich gemacht hatte. Seine Mutter war Josephine Drasche, geb. von Freudenthal (1827–1862), die (inoffiziell) anerkannte Tochter des Armeelieferanten Joseph Gottfried Pargfrieder. Drasche war geologisch gebildet.

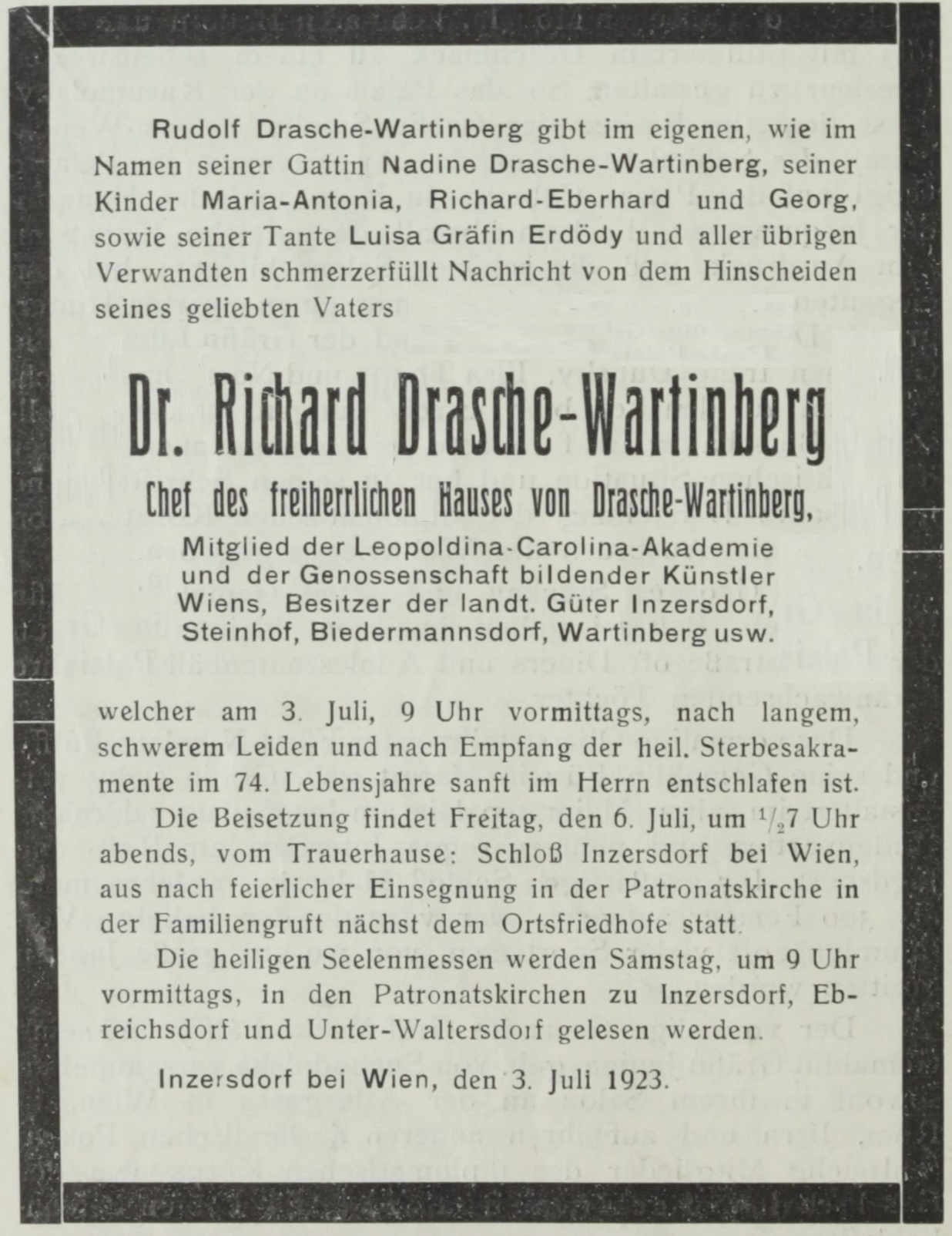
Todesanzeige

Neben seiner Tätigkeit als Leiter der Ziegelfabriken unternahm er 1873 seine erste Studienreise, die ihn in den hohen Norden nach Spitzbergen führte. 1875–1876 folgte eine weitere, ausgedehnte Studienreise in den Indischen Ozean und nach Ostasien, wo er die Vulkane auf den damals noch weitgehend unbekannten Inseln Réunion, Mauritius und Luzon studierte. 754 gut dokumentierte Gesteinsproben dieser Reise schenkte er dem Naturhistorischen Museum Wien, wo diese in der petrographischen Sammlung lagern. Eine weitere geologische Expedition führte Drasche nach Japan. Im Jahr 1878 wurde er zum Mitglied der Leopoldina gewählt.
Am 18. Juni 1881 kaufte er die böhmische Grundherrschaft Pardubitz mit Kunburg für 2.080.000 Gulden aus der väterlichen Erbmasse. Am Kunietitzer Berg ließ er 1882 das Jagdschlösschen Ráby errichten. 1892 ließ er auf dem Inzersdorfer Friedhof ein heute noch bestehendes Familienmausoleum anlegen. Richard von Drasche-Wartinberg war ein Förderer des Pardubitzer Museumsvereins, dem er 1917 die Kunburg verpachtete und 1920 übereignete. Nach der Gründung der Tschechoslowakei verlor er auf der Grundlage des Gesetzes Nr. 215/1919 Sb über die Beschlagnahme des Großgrundbesitzes sämtliche böhmischen Immobilien.
1884 wurde er von Kaiser Franz Joseph I. in den österreichischen Freiherrenstand erhoben und erhielt eine Wappenbesserung. Seine Nachkommen leben auf Gut Ebreichsdorf bei Wien.

## Künstlerisches Wirken

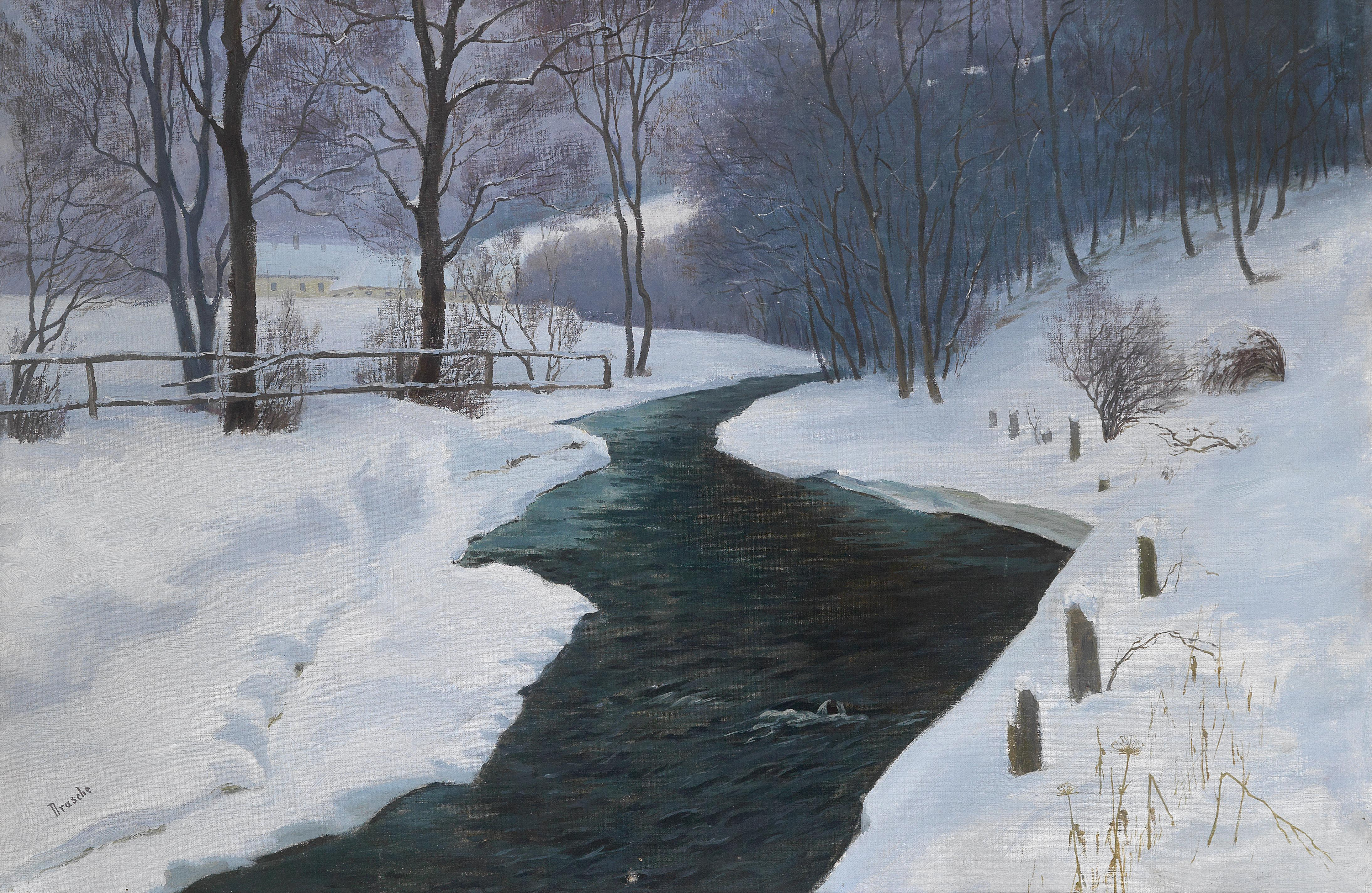
Ölgemälde Im tiefen Winter

Richard von Drasche-Wartinberg wandte sich erst in relativ fortgeschrittenem Alter der Malerei zu. Vor 1900 erhielt er Privatunterricht von Eduard Ameseder. 1902 stellte er als Gast beim Hagenbund aus, von 1903 bis 1905 war er dort Mitglied. Zudem gehörte er der Künstlervereinigung Künstlerhaus Wien an, ab 1905 als ordentliches und ab 1914 als Ehren-Mitglied, und zeigte seine Werke regelmäßig auf deren Ausstellungen. Er malte bevorzugt Landschaften aus den österreichischen Voralpen (häufig winterliche Motive), seltener Porträts. Dabei arbeitete er in Aquarell, Öl und Tempera, später auch in Pastell. Im Herbst 1923 fand ihm zu Ehren eine Gedächtnisausstellung im Künstlerhaus Wien statt.
Werke (Auswahl)
- Niederösterreichische Landschaft, 1902
- Abendstimmung, 1903
- Altes Kastell am Karst, 1903
- Am Wattenmeer, 1903
- Frühling, 1903
- Blühende Weide, 1904
- Verschneites Flußufer, 1908
- Winterabend, 1908
- Tauwetter, 1911
- An der Mürz, 1912
- Winter, Gouache, 1912
- Weiden am Bach, 1913
- Winterlandschaft, 1913
- Alte Hütten im Schnee, Pastell, 1914
- Altes Haus in Kärnten, Gouache, 1914
- Parklandschaft im Winter, 1916
- Junge Frau mit schwarzem Kopfputz
- Damenbildnis mit roter Kappe

## Familie
Drasche heiratete am 6. Dezember 1876 Maria Antonie Groner (* 6. Dezember 1849; † 13. Februar 1892), eine Tochter des Hofarchitekten Anton Groner und der Auguste Duvivier. Die Trauung erfolgte nach evangelischem Ritus auf Schloss Schlippenbach in Kroatien. Das Paar hatte einen Sohn:
- Rudolf Richard (* 9. November 1879; † 22. September 1931), Herr auf Ebreichsdorf ⚭ 1910 Josephine Catherine Cecile Marie Nadine Hecquet d’Orval (* 7. September 1878)

## Schriften
- Reise nach Spitzbergen im Sommer 1873 mit dem Schooner „Polarstjernen“. Selbstverlag, Wien 1874 Digitalisat
- Die Insel Réunion (Bourbon) im Indischen Ocean. Eine geologisch-petrographische Studie mit einem Anhange über die Insel Mauritius. Hölder, Wien 1878 Digitalisat
- Fragmente zu einer Geologie der Insel Luzon (Philippinen). Mit einem Anh. über die Foraminiferen der tertiäeren Thone von Luzon von Felix Karrer. Karl Gerold’s Sohn, Wien 1878 Digitalisat
- Die Synascidien der Bucht von Rovigno. Wien 1883[6]
- Beiträge zur Entwickelung der Polychaeten. Gerold & Sohn, Wien 1884–1885 doi:10.5962/bhl.title.46842